# Love 'Em and Leave 'Em
Love 'Em and Leave 'Em è il primo album in studio del gruppo musicale statunitense Roxx Gang, pubblicato nel 1985.

## Descrizione
L'album raccoglie i primi demo della band. Furono proprio queste registrazioni che fecero notare la band alla Virgin Records nel 1988, con cui firmarono un contratto. Cinque di queste tracce sono presenti anche nel loro album di debutto. L'album è stato pubblicato in musicassetta nel 1985 dall'etichetta discografica 
Rock Candy Productions ed è stato ristampato in CD nel 1996 dall'etichetta discografica Perris Records.

## Tracce
1. Too Cool for School (Steele) [Demo] 3:43
2. No Easy Way Out (Steele) [Demo] 5:06
3. Scratch My Back (Steele) [Demo] 5:10
4. Live Fast Die Young (Steele) [Demo] 4:02
5. Take It Off (Steele) 3:58
6. Fastest Gun in Town (Steele) [Demo] 3:53
7. Lord of the Jungle (Steele, Brett Steele) 4:47
8. Time to Rock (Steele) 3:29
9. Too Big for My Britches (Steele) 4:39
10. Traccia Nascosta 2:32

## Formazione
- Kevin Steele - voce
- Stacey Blades - chitarra
- Dorian Sage - basso
- Tommy Weder - batteria